# Jürgen Frosch

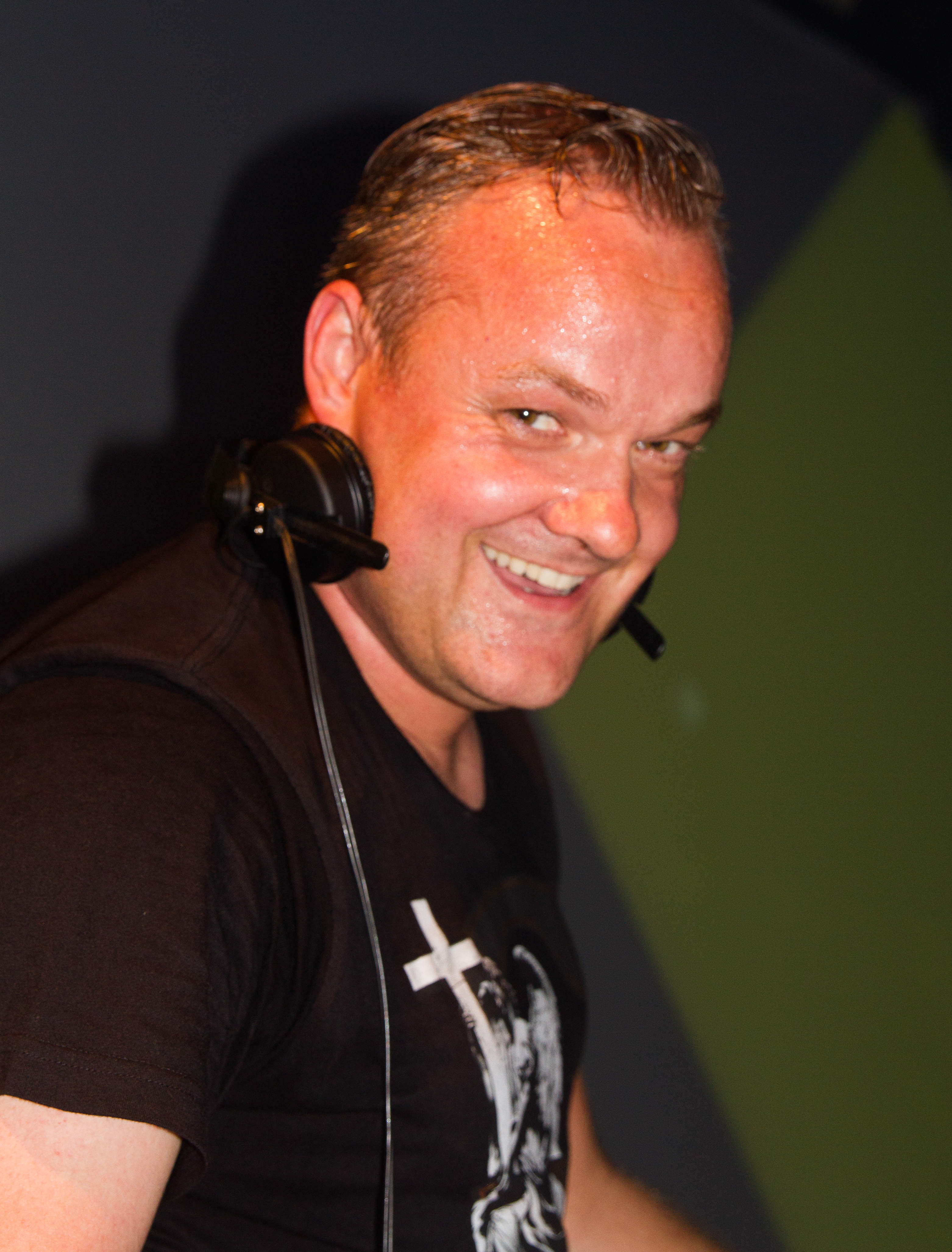
Jürgen Frosch, 2015

Jürgen Frosch, (* 7. Mai 1976 in Ludwigshafen am Rhein) bekannt unter dem Künstlernamen Jay Frog, ist ein deutscher DJ und Musikproduzent. Er setzte seine Solokarriere fort, nachdem seine Arbeit mit der Band Scooter 2006 abgeschlossen war. Seitdem veröffentlichte er mehrere Singles bei Kontor Records und verschiedenen anderen Labels.
Anfang 2023 gab der Scooter-Frontmann H.P. Baxxter bekannt, dass Jay Frog als Keyboarder zur Band zurückkehrt.

## Karriere
Als DJ veröffentlichte er Remixe für Dimitri Vegas & Like Mike, Helene Fischer, Chuckie und The Disco Boys.
Seit 1999 ist er Mitglied von Legend B. und auch unter diesem Namen als DJ unterwegs. 2007 gründete er mit Jan Benkmann das Projekt "Sans Souci". 2008 gründete er mit Gordon Hollenga von The Disco Boys das Projekt "Master & Servant". Unter diesem Namen veröffentlichten die beiden zuerst auf Kontor Records, später dann auf anderen Labels. 2009 erreichte seine Solo-Single "I Won´t Let You Down" Rang 48 der offiziellen Verkaufscharts in Österreich.
2015 gründete er das Label Dance Of Toads, auf dem verschiedene Künstler aus dem Bereich House / Tech House und Tribal veröffentlicht haben.
Jay Frog ist auch auf der Streaming-Plattform Twitch mit seinem eigenen Kanal regelmäßig aktiv.

## Projekte
- AAE
- 5ENSES
- Ammonia
- Atisha
- Bass Invaders
- Bassy Jay
- Belushi
- Bernhard & Bianco
- Bonkers
- Bruno & Francesco
- Chakkari
- Claudio Tignanello
- Club Invaders
- Colina
- Dave O’Brian
- Discoglossus
- FL
- FroBe (FröBe)
- Frog Jr.
- Gorf
- High Density
- Holmes & Watson
- J&J
- J&S
- Jabba Jay
- Jay Frog[9]
- Jayson Green
- JBF
- Jeff Rock
- JK15
- Jupiter Inc.
- Kaeru (Kaëru)
- Kikker
- La Petite Grenouille
- Legend B.[10]
- Low Noise
- Luiz O’Brian
- Master & Servant[11]
- Mr. Jay
- Nicky Davis
- Okashi
- Paragon Inc.
- Planet Trax
- Rainbow Warriors
- Rainmaker
- Ratty
- Regular Spirits
- Scooter
- Soulshifters
- Squib
- Time Warp
- Trance Action
- Venus Inc.
- Xcita
- Youlee

## Diskografie (Auswahl)

### Studioalben
- 1996: Europe Endless
- 2014: Urban Safari (als Sans Souci)[12]

### Singles als Jay Frog
- 2000: Strinx Of Life (mit Legend B)
- 2001: Pushin’
- 2001: Voyage / Journey (mit Legend B)
- 2007: Hungry Animal[13]
- 2008: Flug Auf Dem Glücksdrachen[14]
- 2009: I Won’t Let You Down
- 2011: It’s Alright
- 2012: Crazy
- 2013: Peekaboo (mit Melleefresh)
- 2013: I Won’t Let You Down (Remixes)
- 2013: Silence
- 2014: Toads In The Jungle EP
- 2014: Beatbox Rocker
- 2014: Silence (Remixes)
- 2014: Duele El Amor
- 2014: Sho Nuff Funky (mit Erick Decks)
- 2014: Break Free (mit MC Flipside & Simone Denny)
- 2014: Come And Take It (mit Eric Smax)
- 2014: Tzzzz (mit KLC)
- 2014: Silver Screen (mit Pascal Dollé)
- 2014: Human Life (mit Eric Smax)
- 2014: One Night In Toronto (mit Deko-ze)
- 2014: People (mit Florian Arndt)
- 2015: Uh-Huh (mit Deko-ze)
- 2015: Fired Up (mit Lizzie Curious & Terri B!)
- 2015: Marrakesh
- 2016: Lovin’ Me (mit Slippy Beats)
- 2017: Sunchyme 2k18 (mit Marc Reason)
- 2018: One Bassdrum
- 2019: Strobe Lights (mit Sarah De Warren)
- 2019: Strobe Lights (mit Sarah De Warren)
- 2020: Life, Liberty, Just Us (mit Larry H. Soulman)
- 2023: Savior

### Singles mit Scooter
- 2002: Nessaja
- 2003: Weekend
- 2003: The Night
- 2003: Maria (I Like It Loud)
- 2003: Jigga Jigga!
- 2004: Shake That!
- 2004: One (Always Hardcore)
- 2005: Suavemente
- 2005: Hello! (Good to Be Back)
- 2005: Apache Rocks the Bottom!
- 2023: Waste Your Youth
- 2023: Techno Is Back (mit Harris & Ford)
- 2023: Constellations
- 2023: For Those About To Rave (We Salute You) (mit Timmy Trumpet)

### Singles als Sans Souci
- 2007: Globus / Palladium
- 2008: Jewel Box
- 2017: Twin Lakes
- 2018: Sweet Harmony (Acoustic Version)
- 2018: Seaside
- 2020: Fenton
- 2021: Nanika
- 2021: Nanda
- 2022: Makatao

### Remixes
- 2002: Ammonia – Hymn (Jay Frog Mix) also called: (Luiz O’Brian Mix), (Jeff Rock Edit)
- 2002: Ratty – Sunrise (Scooter Remix)
- 2003: Ron van den Beuken – Keep On Movin’ (Timeless) (Ratty Full On Vocals Remix)
- 2003: Ron van den Beuken – Keep On Movin’ (Timeless) (Ratty Dub Mix)
- 2003: Miss Thunderpussy – Give It To Me (Jay Frog Mix)
- 2005: The Bloodhound Gang – Uhn Tiss Uhn Tiss Uhn Tiss (Scooter Mix Edit)
- 2005: The Bloodhound Gang – Uhn Tiss Uhn Tiss Uhn Tiss (The Scooter Remix)
- 2006: Bass Invaders – Maid Of Orleans (Planet Trax Mx)
- 2006: Blank & Jones – The Sound Of Machines (Jay Frog Remix Edit)
- 2006: Blank & Jones – The Sound Of Machines (Jay Frog Remix)
- 2006: Blank & Jones – The Sound Of Machines (Jay Frog Dub Remix Edit)
- 2006: Blank & Jones – The Sound Of Machines (Jay Frog Dub Remix)
- 2006: Holly Dolly – Dolly Song (Leva's Polka) (Jay's Electro Remix Edit)
- 2006: Holly Dolly – Dolly Song (Leva's Polka) (Jay's Electro Mix)
- 2006: Holly Dolly – Dolly Song (Leva's Polka) (Jay's House Mix)
- 2006: Taurus – Bladerunner (Jay Frog Mix)
- 2007: Dennis Bohn – Rocky Beach Theme (Jay Frog’s Junkyard Remix)
- 2007: Fedde Le Grand – Put Your Hands Up For Detroit (Jay Frog’s Hands Up For Hamburg Remix)
- 2007: Fedde Le Grand – Put Your Hands Up For Detroit (Jay Frog’s Hands Up For Hamburg Remix) (Edit)
- 2007: Fedde Le Grand – Put Your Hands Up For Detroit (Jay Frog Remix)
- 2007: Mario Lopez – The Final (Jay Frog Remix)
- 2007: Pate No.1 – Shining Star (Jay Frog Hotpants Mix)
- 2007: Pate No.1 – Shining Star (Jay Frog Hotpants Dub)
- 2007: Pate No.1 – Shining Star (Jay Frog Nova Mix)
- 2007: Pate No.1 – Shining Star (Jay Frog Nova Dub)
- 2007: Sanny X – Higher (Jay Frog Radio Edit)
- 2007: Sanny X – Higher (Jay Frog Remix)
- 2007: Twenty 4 Seven Feat. Elle – Like Flames (Jay Frog Remix)
- 2007: Voltaxx & Lissat Feat. Skyler – I Don’t Wanna Work Today (Jay Frog Remix)
- 2009: Bangbros – Bang Baby Bang (Jay Frog Remix)
- 2009: Bruno & Francesco – Get Your R4t Out (Jay Frog’s Horny At 5AM Mix)
- 2009: Homeaffairs Feat. C. Robert Walker – The Only Way Is Up (Jay Frog Remix)
- 2009: Marc Mendezz – Slam (Jay Frog Remix)
- 2009: One Night Stand – Photographic (Jay Frog’s Supermodel Radio edit)
- 2009: One Night Stand – Photographic (Jay Frog’s Supermodel Remix)
- 2009: Steve H – Party Children (Jay Frog’s Radio Festival Edit)
- 2009: Steve H – Party Children (Jay Frog’s Festival Mix)
- 2011: Airbeat One Project – Airbeat Army (Jay Frog Remix Edit)
- 2011: Airbeat One Project – Airbeat Army (Jay Frog Remix)
- 2011: Cabballero – Paris Latino (Jay Frog Radio Cut)
- 2011: Cabballero – Paris Latino (Jay Frog Remix)
- 2011: Quincy Sean Vs. Seaside Clubbers – String (Jay Frog Bigroom Vocal Radio Edit)
- 2011: Quincy Sean Vs. Seaside Clubbers – String (Jay Frog Bigroom Vocal Mix)
- 2012: Alex Hilton Vs. Mirko Delgado – Dare Me (Jay Frog Funk Me I’m Famous Remix)
- 2012: Marcapasos & Janosh – Monster 2K10 (Jay Frog's Over The Hill Remix)
- 2012: Toby Stuff – Hold On To The Vision (Jay Frog Bigroom Edit)
- 2012: Toby Stuff – Hold On To The Vision (Jay Frog Bigroom Mix)
- 2012: Toby Stuff – Hold On To The Vision (Jay Frog Remix)
- 2018: Helene Fischer – Flieger
- 2018: Dimitri Vegas & Like Mike feat. Wiz Khalifa – When I Grow Up
- 2020: JoJo Feat. Kheira – Waiting Heart (Jay Frog Airplay Mix)
- 2020: JoJo Feat. Kheira – Waiting Heart (Jay Frog Extended)

## Chartplatzierungen
| Jahr | Titel Album            | Höchstplatzierung, Gesamtwochen, AuszeichnungChartsChartplatzierungen (Jahr, Titel, Album, Platzierungen, Wochen, Auszeichnungen, Anmerkungen) | Anmerkungen                             |
| Jahr | Titel Album            | AT | Anmerkungen                             |
| ---- | ---------------------- | --- | --------------------------------------- |
| 2009 | I Won’t Let You Down – | AT48 (1 Wo.)AT | Erstveröffentlichung: 27. November 2009 |

## Auszeichnungen
- Deutsche Dance Charts
  - 2014: Top Single Act National Platz 2[15]
  - 2017: Top Single Act National Platz 3[16]
- Bravo Otto
  - 2004: Ehren-OTTO (mit Scooter)[17]
- Comet
  - 2003: für Dance Act (mit Scooter)[18]
- Dance Music Award
  - 2003: für Erfolgreichster nationaler Dance Act im Ausland (mit Scooter)
- Echo
  - 2003: für Dance-Single des Jahres National (mit Scooter)[19]
  - 2004: für Dance-Produktion des Jahres National (mit Scooter)[20]